# Anna Olasz
Anna Greta Olasz (née le 19 septembre 1993 à Szeged) est une nageuse hongroise, spécialiste de la nage en eau libre.

## Palmarès

### Championnats du monde
- Championnats du monde de natation 2015 à Kazan ( Russie) :
  -  Médaille d'argent sur 25 km en eau libre
- Championnats du monde de natation 2022 à Budapest ( Hongrie) :
  -  Médaille d'argent du relais mixte en eau libre
- Championnats du monde de natation 2023 à Fukuoka ( Japon) :
  -  Médaille d'argent du relais mixte en eau libre

### Championnats d'Europe
- Championnats d'Europe de natation 2020 à Budapest ( Hongrie) :
  -  Médaille d'argent sur 10 km
  -  Médaille de bronze sur relais mixte 5 km